# Thomas Teddeman

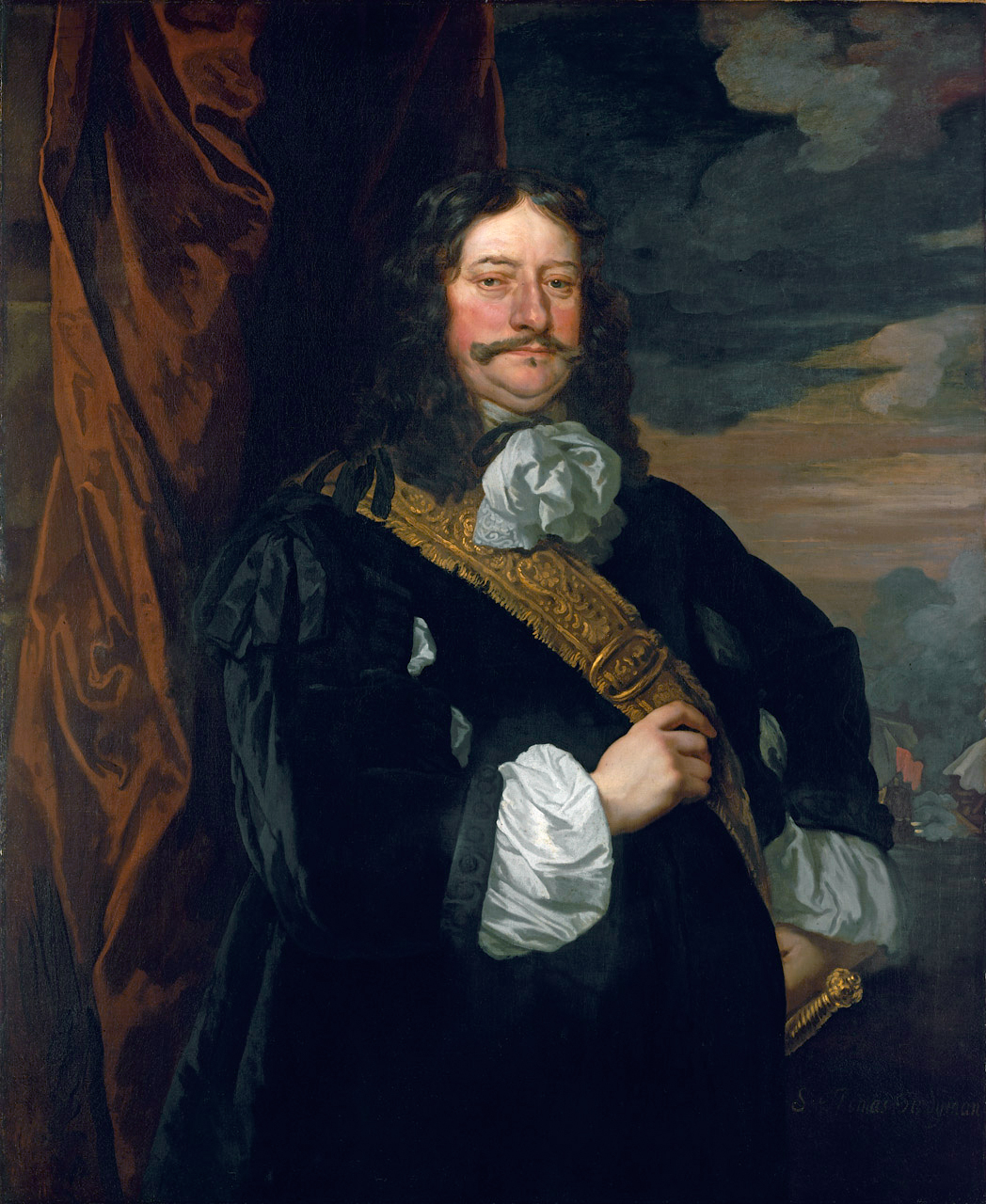
Sir Thomas Teddeman; Porträt von Sir Peter Lely (1666)

Sir Thomas Teddeman (auch Teddiman) († 13. Maijul. / 23. Mai 1668greg.) war ein englischer Vice-Admiral der Royal Navy.

## Leben
Weder das Geburtsdatum, noch die ersten Lebensjahre Thomas Teddemans sind überliefert. Er stammte aus einer Familie von Schiffseignern aus Dover, wo sein Vater noch im Jahre 1658 lebte. Da dieser auch Thomas hieß lassen sich einige Akten nicht eindeutig zuordnen. Der junge Thomas Teddeman scheint während des Englischen Bürgerkrieges jedoch nicht in der Marine gedient zu haben. Er wird erst 1660 als Captain der Tredagh erwähnt, mit welcher er in den letzten Monaten des Englisch-Spanischen Krieges (1655–1660) im Mittelmeer operierte. Am 31. Maijul. / 10. Juni 1660greg. traf er vor Algier auf sechs spanische Schiffe, welche er bis Gibraltar verfolgte. 
Nach dem Ende des Krieges erhielt er nacheinander das Kommando über die Schiffe Resolution (ab November 1660 der neue Name der Tredagh), Fairfax (Mai 1661) und Kent (1663), auf welchem er im Juli 1663 den englischen Botschafter (der Earl of Carlisle) in das russische Archangelsk brachte. Im Mai 1664 kommandierte Teddeman die Revenge und schließlich ab 1665 die Royal Katherine. Mit diesem Schiff diente er im Englisch-Niederländischen Krieg (1665–1667). Während der siegreichen Schlacht von Lowestoft am 3. Junijul. / 13. Juni 1665greg. befehligte Teddeman als Rear-Admiral die Nachhut der Blue Squadron der englischen Flotte. Da er sich in der Schlacht besonders auszeichnete wurde er am 30. Junijul. / 10. Juli 1665greg. als Knight Bachelor („Sir“) geadelt. Sein Überfall auf die niederländische Gewürzflotte im Hafen von Bergen scheiterte jedoch wenig später in der Schlacht in der Bucht von Bergen am 2. Augustjul. / 12. August 1665greg.. In der „Viertageschlacht“ (Juni 1666) kommandierte er als Vizeadmiral die Blue Squadron und in dem folgenden „St. James’s Day Fight“ (25. Julijul. / 4. August 1666greg.) die White Squadron der englischen Flotte. Im letzten Kriegsjahr 1667 blieb er ohne Kommando. Nur ein Bruder namens Henry Teddeman taucht noch in den Listen der Royal Navy auf.
Im folgenden Jahr geriet Teddeman in Streit mit dem englischen Parlament. Er erkrankte jedoch an einem Fieber und starb am 13. Maijul. / 23. Mai 1668greg.. Bei seiner Beerdigung am folgenden Tag waren viele Vertreter der Marine anwesend.